# Українсько-болгарські відносини
Українсько-болгарські відносини — це двосторонні відносини між Україною та Болгарією у галузі міжнародної політики, економіки, освіти, науки, культури тощо.

## Історія
Український і болгарський народи споріднені не тільки своїм слов'янським походженням, етнічною та мовною близькістю, але й спільністю історичної долі, багатовіковими відносинами у релігійному, культурному, господарському, громадсько-політичному житті.
Українці брали участь у складі польсько-угорських військ короля Владислава у битві біля Варни проти турків у 1444 р.
Дух козацької свободи манив болгар, які тікали від турецького рабства до Запорізької Січі. У 1762 р. у складі запорізького війська навіть було створено болгарський гусарський полк.
Після російсько-турецької війни 1806–1812 років болгари, які повстали проти Туреччини, були оселені в Буджаку, утворивши етнічну групу українських болгарів. Пізніше болгари — уродженці Україні відіграли значну роль у становленні незалежної Болгарії.
Під час російсько-турецької війни 1877-78 років, яка звільнила болгарський народ від багатовікового турецького поневолення, історія невід'ємно пов'язала долі двох народів у битвах за свободу болгарської землі.

### Міждержавні відносини у 1918—1921 роках

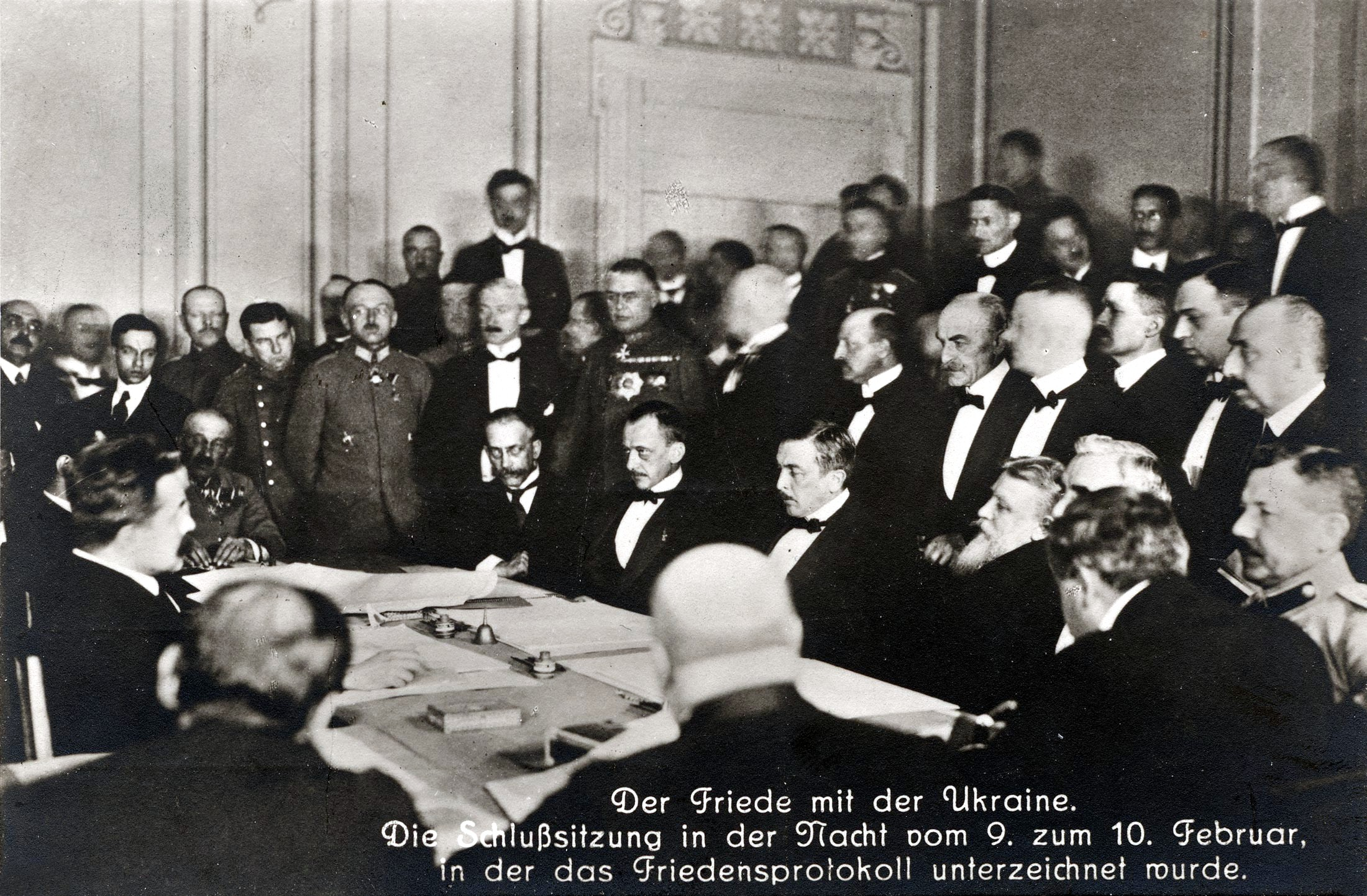
Підписання Берестейського миру. Крайній праворуч з сидячих за столом — голова Ради міністрів Болгарії Васил Радославов. Берестя, 9 лютого 1918 року

Дипломатичні відносини між Українською Народною Республікою та Болгарським царством були встановлені після підписання Берестейського миру від 9 лютого 1918 року за результатами якого Болгарія визнала УНР незалежною державою. У тому ж 1918 році відбувся обмін посольствами.
Після заключення миру між державами активізувались процеси обміну військовополоненими та інтернованими цивільними. На початку вересня 1918 року була стверна спеціальна комісія у справах репатріації військовополонених українців, а вже у листопаді того ж року всі українські військові були евакуйовані з Болгарії. Паралельно тривав процес евакуації полонених болгар з України. Так, у жовтні 1918 року, на українському кораблі «Євфрат» було евакуйовано біля 400-600 болгар.
Крім того, важливим аспектом взаємовідносин у цей період було поглиблення болгаро-українських торгівельно-економічних відносин. У цьому була особливо зацікавлена Болгарія, яка намагалась відстояти свої власні економічні інтереси пред постійними зазіханнями Німеччини та Австро-Угорщини. Але, незважаючи на намагання Болгарії, під тиском Німеччини зв'язки між промисловцями обох країн так і не набули систематичного та тривалого характеру.
Наприкінці 1919 року французька окупаційна влада (Болгарія увійшла у французьку зону окупації після поразки у Першій світовій війні) відмовилась визнавати українське посольство у Болгарії офіційним дипломатичним представництвом (Франція не визнавала існування України як незалежної держави) і заборонила йому підтримувати будь-які контакти з українським урядом та його представниками за кордоном. Болгарський уряд, у свою чергу, фактично перестало визнавати це дипломатиче представництво. Після цього посольство офіційно перестало функціонувати вже у 1920 році.
Посли України у Болгарії:

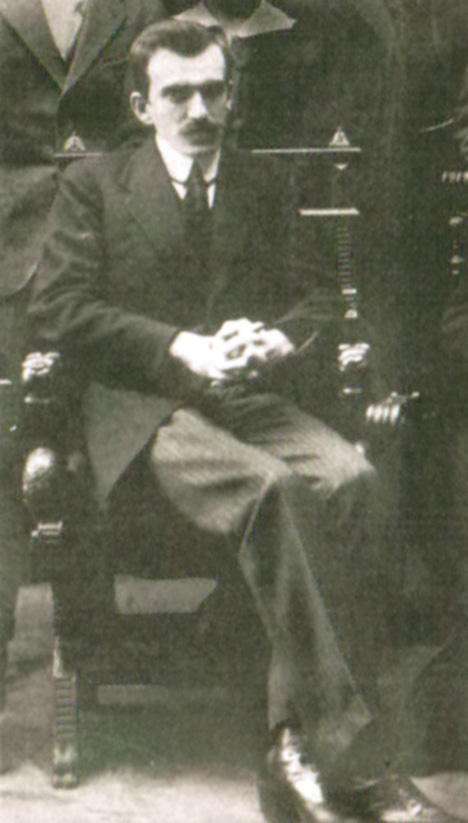
Олександр Шульгин під час роботи послом України у Болгарії. Третє Болгарське царство, Софія, 1918 рік

- Олександр Шульгин. Призначений у 1918 році[3][4]. Вірчі грамоти були вручені царю Болгарії Фердинанду I 7 вересня 1918 року[5];
- Федір Шульга. В. о., призначений у січні 1919 року[3][4];
- Василь Драгомирецький. В. о., призначений у вересні 1919 року[3][4].

Керуючі справами дпломатичного представництва України у Болгарії:
- Костянтин Мацієвич. За суміництвом голова надзвичайної дипломатичної місії України у Румунії, був призначений у листопаді 1920 року. Вірчі грамоти були вручені голові Ради міністрів Болгарії Александру Стамболійському 10 березня 1921 року[4]

Посли Болгарії в Україні:
- Іван Шишманов. Призначений у квітні 1918 року[3][4].

Міждержавні угоди цього періоду:
- Берестейський мирний договір від 9 лютого 1918 року[7];
- Договір про невідкладне нормування встановлення публічних і приватно-правових відносин, відміни воєнно-полонених і інтернованих цивільних осіб, щодо питання про амністію, яка повинна бути дана з приводу укладення мира і щодо питання про кораблі, які попалися у владу ворогів від 12 лютого 1918 року[3].

Офіційні ноти з боку України:
- Протест у відношенні наімрів Центральних держав приєднати Холмщину, Підляшшя та окуповану частину Волині до Королівства Польського від 17 листопада 1917 року[8];
- Нота про незадовільние забезпечення військовополонених одягом і продуктами харчування, важких умовах їх праці, знущання над ними наглядачів і антисанітарний стан бараків від вересня 1918 року[4].

### Радянський період
Налагодження повноцінних дипломатичних відносин між Болгарським царством та Українською Соціалістичною Радянською Республікою не відбулося. Держави лише підписали репатріаційну угоду 22 серпня 1922 року.
Уповноважені УСРР у Болгарії у справах репатріації:
- Михайло Левицький, за сумісництвом повноважний представник УСРР у Німеччині[10]. Призначений у 1922 році[9].

Міжурядові угоди:
- Репатріаційна угода від 22 серпня 1922 року[9].

### Сучасний етап
Болгарія однією з перших відгукнулася на відновлення незалежності України і вже 5 грудня 1991 р. визнала Україну як самостійну державу, а 13 грудня того ж року встановила з нею дипломатичні відносини.
Багато що єднає Україну і Болгарію й сьогодні: здійснення широкомасштабних внутрішніх реформ, схожість зовнішньополітичних пріоритетів, чорноморське сусідство. Тому природно, що уряди та народи двох країн прагнуть до тісного співробітництва.
Для українсько-болгарських відносин характерний постійний активний політичний діалог на найвищому рівні. Україна та Болгарія активно співпрацюють та надають взаємну підтримку в рамках регіональних та міжнародних організацій, таких як ОЧЕС, ЦЄІ, ОБСЄ, РЄ, ООН.
Зміцненню співробітництва в усіх сферах сприяв останній візит Президента Республіки Болгарія в Україну у 2003 р. Висока оцінка сучасного стану розвитку політичних відносин була підтверджена у Спільній заяві президентів двох країн. У цьому важливому політичному документі болгарська сторона задекларувала свою підтримку України в реалізації курсу на приєднання до ЄС, НАТО.
Поглибленню українсько-болгарських зв'язків сприяли офіційні візити Голови Народних Зборів Республіки Болгарія в Україну (червень 2003 р.) та Голови Верховної Ради України до Болгарії (січень 2004 р.), Прем'єр-міністра Болгарії С.Сакскобургготського (травень 2004 р.) та Віце-прем'єр-міністра, Міністра закордонних справ Болгарії І. Калфіна (29-30 листопада 2005 р.).
Київ радо привітав Софію з офіційним приєднанням до НАТО у 2004 р. та підписанням Угоди про приєднання Болгарії до ЄС у 2005 р. Болгарія, у свою чергу, засвідчила готовність сприяти європейській та євроатлантичній інтеграції України.
РБ посідає важливе місце на балканському напрямку зовнішньополітичних інтересів України, що зумовлено геополітичним положенням РБ на Балканах, близькістю інтересів у Чорноморському й Придунайському регіонах. Україну і Болгарію єднає етнічна, мовна та релігійна спорідненість, традиційні економічні, торговельні та культурно-історичні зв'язки.

## Діаспори
Україна стала батьківщиною для найбільшої у світі болгарської діаспори. За даними перепису населення 2001 р., на її території проживає близько 204,6 тис. осіб болгарського походження.
За даними останнього перепису населення від 2001 р. у Болгарії проживало близько 2 489 болгарських громадян українського походження. Крім того, за інформацією болгарських державних органів, які займаються питаннями міграції, в Болгарії постійно чи тимчасово мешкає близько 5000 громадян України з дозволом на проживання на території РБ. З них близько 3000 стоять на консульському обліку (в Посольстві України в Болгарії — 1950 осіб, в Генеральному консульстві України в м. Варна — 1050 осіб).